# ピエーヴェ・ディ・テーコ
ピエーヴェ・ディ・テーコ(伊: Pieve di Teco)は、イタリア共和国リグーリア州インペリア県にある、人口約1,300人の基礎自治体（コムーネ）。

## 地理

### 位置・広がり

#### 隣接コムーネ
隣接するコムーネは以下の通り。
- アルモ
- アウリーゴ
- ボルゲット・ダッローシャ
- ボルゴマーロ
- カプラーウナ (CN)
- カラヴォーニカ
- チェージオ
- ポルナッシオ
- レッツォ
- ヴェッサーリコ

### 気候分類・地震分類
ピエーヴェ・ディ・テーコは、気候分類 (it) では 　zona E, 2290 GG
に、また、イタリアの地震リスク階級 (it) では、3 に分類される
。

## 行政

### 分離集落
ピエーヴェ・ディ・テーコには、以下の分離集落（フラツィオーネ）がある。
- Acquetico, Calderara, Lovegno, Moano, Muzio, Nirasca, Trovasta

## 姉妹都市
- Bagnols-en-Forêt、フランス 1990年